# Cercospora lindericola
Cercospora lindericola är en svampart som beskrevs av W. Yamam. 1934. Cercospora lindericola ingår i släktet Cercospora och familjen Mycosphaerellaceae.   Inga underarter finns listade i Catalogue of Life.